# 吉村乙華
吉村 乙華（よしむら おとか、2001年5月15日 - ）は、日本の女子ラグビーユニオン選手。

## プロフィール
- 福岡県出身[1]。
- ポジションはロック(LO)。
- 身長 173cm、体重 75kg
- 愛称はおっちゃん[2]。
- 女子日本代表キャップは8。（2022年11月現在）

## 略歴
2020年、東筑高校卒業後、立正大学に入る。
2021年11月21日に行われた女子ヨーロッパ遠征女子アイルランド代表戦にて先発出場で女子日本代表初キャップを獲得した。
2022年、ラグビーワールドカップ2021の女子日本代表に選ばれた。